# Phaeochrous sulawesi
Phaeochrous sulawesi är en skalbaggsart som beskrevs av Kuijten 1978. Phaeochrous sulawesi ingår i släktet Phaeochrous och familjen Hybosoridae. Inga underarter finns listade i Catalogue of Life.